# 스트로마
스트로마(영어: stroma)는 식물의 엽록체 속의 틸라코이드내막(라멜라구조)을 갖는 수용성부분이다. 무색의 투명한 물과 같은 기질로서 리보솜과 색소체DNA, 색소체RNA와 효소 등이 함유되어 있다. 모든 식물의 광합성작용은 빛을 이용한 명반응과 빛과 관계없이 일어나는 암반응으로 이루어진다. 이 두 가지 반응이 일어나는 장소가 식물세포의 엽록체 내부를 이루는 구조물인, 그라나(틸라코이드가 켜켜이 쌓여 이루어짐)와 스트로마이다. 이산화탄소를 이용해 포도당을 생성해내는 장소가 스트로마 내부이며, 이 작용을 일컬어 암반응이라 한다. 명반응을 보이는 그라나에서는 흡수된 물로써 산소가 생성된다.